# Francesco Paolo Perez
Pour les articles homonymes, voir Perez.
Francesco Paolo Perez, né le 19 mars 1812 à Palerme, mort le 16 février 1892 à Palerme, est un homme politique, poète et intellectuel italien.
Penseur indépendantiste, il participe à la Révolution sicilienne de 1848 contre le régime des Bourbons après laquelle il vit en exil, puis est nommé après 1860 sénateur, maire de Palerme et ministre à deux reprises sous les gouvernements de Depretis.

## Biographie

### Intellectuel libéral
Diplômé (laurea) en droit à l'université de Palerme, il étudie la littérature, sa mère, organisatrice de salons littéraires, luis ayant transmis sa passion. Il lit Ugo Foscolo, Alfieri puis Dante.
Grâce aux relations de son père, haut fonctionnaire dans l'administration des Bourbons, Il est embauché à Naples chez le banquier Karl Rothschild, et il fréquente à Rome lde jeunes libéraux.
Il attire tôt l'attention de la police des Bourbons pour ses propos politiques favorables au rétablissement de la Constitution libérale de 1812 et rentre en Sicile. Il y publie Carme in memoria di Ugo Foscolo en 1833, poème dans lequel il regrette l'échec des soulèvements de 1831 et dont le succès dans l'île symbolise la montée de l'aspiration unitaire italienne dans les milieux politiques de l'île. Dans In morte di Domenico Scinà (1837), il convoque Domenico Scinà et son maître Rosario Gregorio pour dresser un réquisitoire sur les problèmes de la Sicile administrée par les Bourbons, après la répression sanglante par Francesco Saverio del Carretto des émeutes de Catane et Syracuse motivées par l'épidémie de choléra.
Agent auprès de la lieutenance de Palerme depuis 1834, grâce à l'intervention de Domenico Scinà, il est révoqué en 1838 à cause de ses opinions anti-Bourbons.
Alors qu'il n'a encore que 26 ans, Perez ouvre alors une école publique de littérature dans laquelle il diffuse ses idées politiques à la jeunesse palermitaine, dont Isidoro La Lumia, Giacinto Carini, Paolo et Vito Pappalardo, et Giuseppina Turrisi Colonna et qui est aussi fréquenté par Emerico et Michele Amari, Francesco Crispi et Francesco Ferrara.
Perez s'intéresse à la pensée philosophique de Giambattista Vico et au réformisme social de Gian Domenico Romagnosi. Il considère que l'homme est voué à « l'état de famille, de tribu, de cité, de nation », privilégiant la dimension naturellement sociale de l'homme aux principes individualistes qui ont nourri la Révolution française. Penseur libéral, il est favorable à l'autonomie de la Sicile au sein d'une Italie unifiée. Il partage ses vues avec Gaetano Di Giovanni, Agostino Gallo, Pietro Lanza prince de Scordia, le prince de Granatelli, Ferdinando Malvica et Vincenzo Mortillaro, qui s'opposent aux idées conservatrices nationalistes siciliennes.
Perez écrit dans L'Occhio de Filippo Parlatore, L'Oreteo de Francesco Crispi, La Concordia d'Isidoro La Lumia, anime L'Eco Peloritano, La Ruota et L'Osservatore, contribue au Giornale di statistica. Il traduit en 1844 l'Histoire de la Révolution française d'Adolphe Thiers dans une position critique de l'événement et des philosophes des Lumières qui l'ont inspirée.
En 1847, il répond à la Protesta del popolo delle due Sicilie (Protestation du peuple des deux Sicile) de Luigi Settembrini par l'Appello dei Siciliani ai fratelli di Napoli dans lequel il enjoint Napolitains et Siciliens à s'unir contre leur monarque. En conséquence, le 9 janvier 1848, avec dix autres patriotes, il est arrêté et incarcéré dans la forteresse de Castellammare.

### Au cœur de la révolution de 1848
Il est en prison à cause de ses écrits et de sa participation aux émeutes de 1847, lorsqu'éclate la Révolution sicilienne en janvier 1848 dont il peut être considéré comme l'un des pères spirituels. Libéré le 14 février par les patriotes siciliens, il est député à la chambre des communes de l’éphémère état indépendant de Sicile pour le district d'Alcamo.
Il publie le journal fédéraliste Il Parlamento auquel collaborent les rédacteurs Michele Amari, Francesco Ferrara et Vito Beltrani et dans lequel il se positionne en faveur de l'autonomie de la Sicile et le droit à l'autodétermination. Il écrit également dans Il Risorgimento de Ferrara.
Avec Francesco Ferrara, Giuseppe Natoli et Gabriele Carnazza, il est l'un des émissaires auprès du duc de Gênes pour lui proposer offrir la couronne de Sicile, qu'il refuse. Perez reste dans le Piémont et participe au congrès national pour la confédération italienne de Turin organisé par Vincenzo Gioberti en octobre 1848. Il en est élu vice-président et collabore à la rédaction du projet de loi fédérale qui en découle, mais peine à obtenir le soutien espéré pour la cause sicilienne.
Il revient à Palerme entre janvier et février 1849. Il prononce un discours sur la différence entre le séparatisme palermitain de 1820 et le fédéralisme sicilien de 1848. Il publie une étude sur la révolution de 1848, dont il a fait paraître une première version l'année précédente à Turin, et qui sera traduite en plusieurs langues et diffusé à travers l'Europe. Il y explique les événements par le centralisme autoritaire de Ferdinand II, et il avance ses idées d'un État fédéral avec une forte autonomie accordée aux collectivités locales.
De retour à Turin fin février, pour négocier une aide du Piémont. Mais la défaite de Novare puis le soulèvement de Génois qui s'emparent des armes destinées à la Sicile, marquent la fin des espérances siciliennes. Le gouvernement révolutionnaire fuit en mai avant que Perez ne revienne sur l'île.
Avec le rétablissement des Bourbons, il s'exile à Florence, où il travaille grâce à Giovan Pietro Vieusseux pour l'administration des chemins de fer du Grand-Duché comme secrétaire général puis consultant juridique de la Société des chemins de fer Florence-Livourne. Le Grand Tribunal pénal de Naples le condamne par contumace en 1852 à l'exil perpétuel.
A Florence, il côtoie d'autres exilés siciliens et poursuit son activité littéraire, étudiant Dante et enseignant la littérature italienne à l'Istituto di studi superiori pratici e di perfezionamento de Florence.

### Responsable politique local et national
Il est rappelé en Sicile par le gouvernement prodictatorial après l'expédition des Mille, et il s'oppose à l'option plébiscitaire à laquelle il préfère la convocation d'une assemblée, et critique le choix de la centralisation administrative piémontaise  pour développer l'idée d'un État décentralisé laissant une large autonomie au niveau régional et local en s'appuyant sur la pensée de Romagnosi, Frédéric Bastiat et le républicain Élias Regnault. Il expose ses thèses au sein du Conseil d'État extraordinaire créé sur l'île en 1860 par Antonio Mordini et présidé par Gregorio Ugdulena pour proposer un statut spécial sicilien, puis dans La centralizzazione e la libertà publié à Palerme en 1862.
Il est membre du Conseil supérieur de l'Instruction publique de Palerme entre le 23 octobre 1860 et le 15 octobre 1865.
De 1862 à 1865, il est procureur général près de la Gran Corte dei conti à Palerme. Membre du parti conservateur dit régionaliste, il est élu député à la Chambre du royaume d'Italie à deux reprises, en 1862 pour le collège d'Acireale et en 1865 pour celui de Palerme, mais a été à chaque déclaré inéligible, en raison de ses fonctions administratives. 
En 1865, il publie La Beatrice svelata, essai de référence sur l’œuvre de Dante.
Il est nommé en 1867 par Agostino Depretis, directeur du Conseil suprême du contentieux administratif et, le 27 mai de la même année, par Francesco Ferrara, conseiller de la Cour des comptes de Florence.  Il se rapproche des positions de la Gauche méridionale, relayant le rejet par les notables de la fiscalité et du centralisme du royaume italien. 
Les opinions autonomistes de Perez trouvent un relai à partir de 1866, dans les revues palermitaines La Sicilia et La Regione, et parmi les libéraux-modérés et les catholiques, et se traduisent par une victoire lors des élections administratives dans la capitale sicilienne. Perez publie un pamphlet anonyme, Qualche velleità regionale en 1867, revendiquant l'autonomie régionale pour l'ensemble de l'Italie.
Il est alors appelé au sein du comité pour les réformes administratives, créé après la libération de Rome en novembre 1870 à l'initiative de Giovanni Lanza, Gustavo Ponza di San Martino, Ubaldino Peruzzi, Marco Minghetti et Stefano Jacini. Le 15 novembre 1871, il est nommé sénateur en tant que membre de la Chambre des comptes depuis plus de cinq ans probablement parce que le gouvernement Lanza souhaite l'associer aux réformes de décentralisation.
Conseiller municipal de Palerme en 1869, il est membre de la junte du maire régionaliste Domenico Peranni, qui se maintient jusqu'au retour au pouvoir des modérés menés par Emanuele Notarbartolo en 1872 à la faveur de l'intervention du préfet Giacomo Medici. Après la chute de la droite historique à la tête du pays, les régionalistes, alliés aux catholiques à l'occasion des élections partielles de novembre 1876, retrouvent la mairie de Palerme. 
Figure régionaliste ayant pleinement participé aux événements de 1848, soutenu par les modérés (plusieurs membres de la junte de Notarbartolo intègre la nouvelle équipe municipale), proche de la gauche historique qui gouvernement depuis quelques mois l'Italie, Perez est nommé maire de Palerme du 20 décembre 1876 au 2 novembre 1878.
Il poursuit le programme de modernisation de la ville de ses prédécesseurs avec la poursuite de la construction du Teatro Massimo, le prolongement de la Via Libertà, l'aménagement d'une route côtière jusqu'au cimetière de Rotoli et à la Via Villafranca pour desservir le nouveau quartier de Boscogrande, la rénovation des quartiers d'Albergheria et du Capo. Il achève également le déploiement du réseau ferré vers Catane par Vallelunga, vers Girgenti et vers Carini alors qu'une nouvelle compagnie met en service en 1878 le tramway hippomobile depuis la place Marina vers Acquasanta et à Noce. Il s'attache au développement de l'offre scolaire. Il rénove également l'abattoir municipal, renforce la police urbaine.
Intellectuel brillant, vraisemblablement protégé par Crispi, il est ministre des Travaux publics du 26 décembre 1877 au 23 mars 1878 (gouvernement Depretis II), période durant laquelle le gouvernement décrète la construction de la gare de Palerme. Il préside le conseil provincial du 12 août 1878 au 10 août 1879 et est nommé ministre de l'Instruction publique du 14 juillet au 25 novembre 1879 (Gouvernement Cairoli I), poste auquel il étend la liberté d'enseignement aux écoles privées et signe le décret créant la branche de Palerme de l'Institut des Beaux-Arts. 
Alors que les régionalistes retrouvent leur alliance avec les cléricaux et que les modérés du Parti constitutionnel s'allient à la Gauche historique au sein de l'Union libérale progressiste, la majorité hétérogène de Perez se fracture régulièrement en son absence, éloigné de Palerme du fait de ses fonctions ministérielles, qui délègue une grande partie des affaires municipales aux conseillers, notamment au régionaliste Giulio Naselli de Gela. Après les élections communales de 1878 favorables aux régionalistes, dont la liste laisse de côté des figures du parti au profit des libéraux comme Perez et Turrisi, une équipe presque entièrement composé de régionalistes, dont des anciens des juntes de Domenico Peranni, est élue poussant le maire à la démission, que réclame également le préfet Clemente Corte qui lui reproche d'être absent de sa ville. Le ministre de l'Intérieur refusant ce renoncement, le préfet démissionne.
Un nouveau scrutin en 1879 met fin à l'équilibre entre les forces clérico-régionaliste et libérales au conseil, permettant de dégager une majorité claire pour les régionalistes. En septembre 1879, avec l'appui du nouveau préfet Cesare Bardesono et de Perez lui-même, le sénateur Giovanni Raffaele, autre chef de file des régionalistes et franc-maçon influent, est nommé maire de Palerme.
Perez préside la Società siciliana di storia patria à partir du 17 janvier 1875 mais il se retire de la vie publique, apparaissant en public pour la dernière fois le 29 juin 1890, pour tenir une conférence à l'université de Palerme lors de l'inauguration de la Société pour la paix et l'arbitrage international, lors de laquelle il défend l'idée que les nations civilisées doivent substituer l'arbitrage à la guerre pour parvenir à une paix durable entre les peuples. Il finit sa vie dans sa villa de Santa Flavia.   

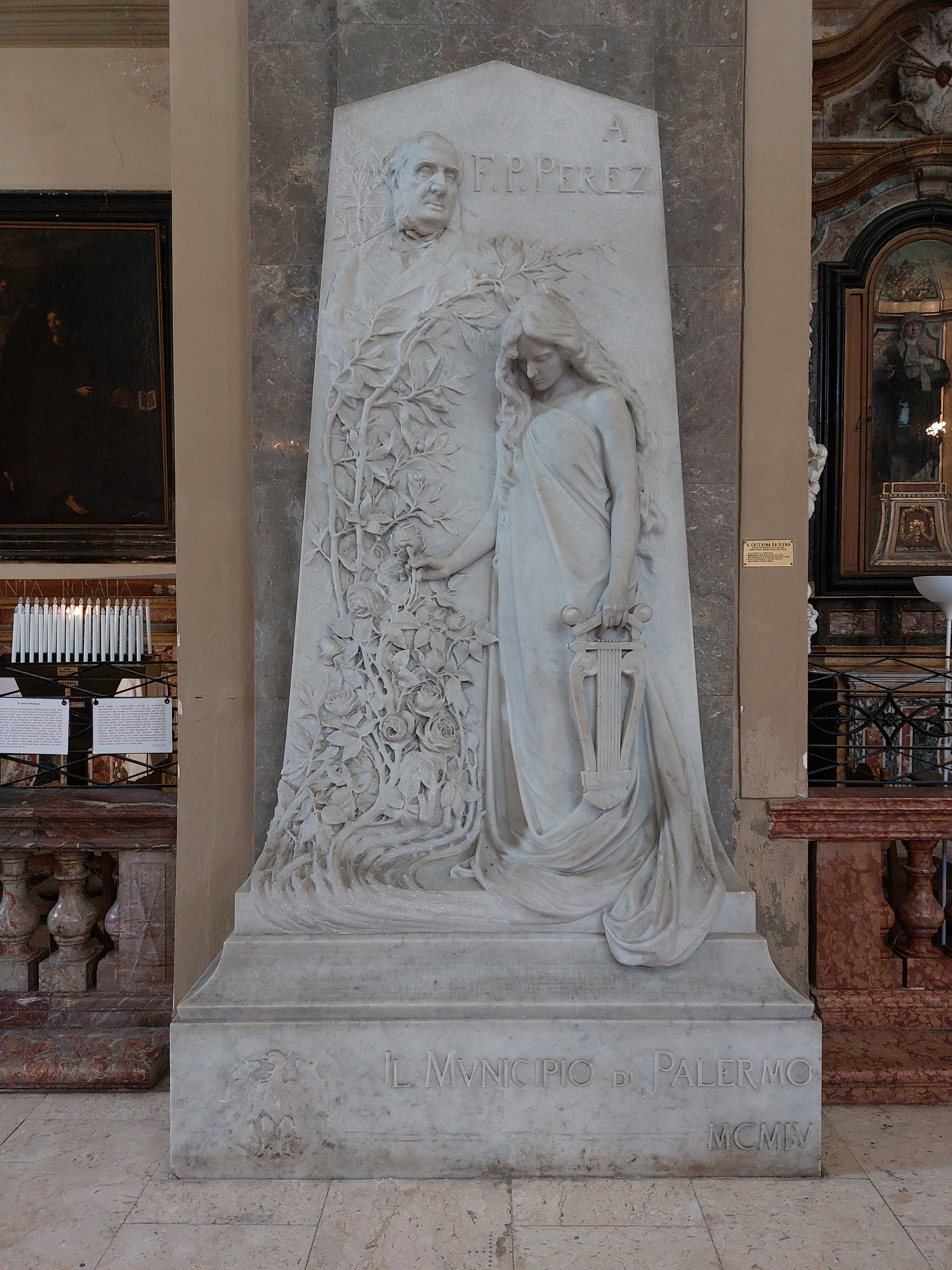
Monument à Francesco Paolo Perez dans l'église San Domenico de Palerme.

En 1904, la municipalité fait ériger le mausolée en l'honneur de Francesco Paolo Perez dans l'église San Domenico. Il est le seul maire de Palerme à figurer dans ce Panthéon sicilien.

## Distinctions
- Grand cordon de l'Ordre des Saints-Maurice-et-Lazare (8 juin 1879)
- Chevalier de l'Ordre de la Couronne d'Italie